# Parafia Najświętszego Serca Pana Jezusa w Sarnowie
Parafia Najświętszego Serca Pana Jezusa w Sarnowie – parafia rzymskokatolicka znajdująca się w diecezji sandomierskiej w dekanacie Baranów Sandomierski. Erygowana została 3 grudnia 1951 roku przez bpa J. Stepę z Tarnowa.
Do parafii należą: Czajkowa (numery: 82-174, 179-181), Dębiaki, Sarnów.